# Tàngara gorja-rogenca
La tàngara gorja-rogenca (Ixothraupis rufigula) és un ocell de la família dels tràupid (Thraupidae).

## Hàbitat i distribució
Habita la selva pluvial i vegetació secundària dels Andes i la costa del Pacífic de l'oest de Colòmbia i nord-oest de l'Equador.